# 장프랑수아 리셰
장프랑수아 리셰(프랑스어: Jean-François Richet, 1966년 7월 2일 ~ )는 프랑스의 영화 감독, 각본가이다.

## 작품 목록
- 《이너 시티》 (1995) - 각본, 감독, 편집
- 《크랙 시티》 (1997) - 각본, 감독, 편집
- 《올 어바웃 러브》 (2001) - 각본, 감독
- 《어썰트 13》 (2005) - 감독
- 《퍼블릭 에너미 넘버원》 (2008) - 감독, 각본
- 《퍼블릭 에너미 넘버 원 2》 (2008) - 각본, 감독
- 《원 와일드 모먼트》 (2014) - 각본, 감독
- 《블러드 파더》 (2016) - 감독
- 《비독: 파리의 황제》 (2018) - 각본, 감독